# Musica leggera (film)
Musica leggera (Leichte Muse) è un film del 1941 diretto da Arthur Maria Rabenalt.

## Trama
Il grande successo di Pe Pe Müller come compositore di musica popolare non incontra il favore della moglie e dei suoi amici.

## Produzione
Il film fu prodotto dalla Terra-Filmkunst con il titolo di lavorazione Was eine Frau im Frühling träumt.
Di genere musicale, il film usò le musiche di Walter Kollo, un compositore tedesco di operetta, affidando la coreografia delle scene danzate a Fritz Böttger.

## Distribuzione
Distribuito dalla Terra-Filmverleih, uscì nelle sale cinematografiche tedesche nel 1941. A Colonia venne presentato il 10 ottobre, a Berlino il 24 novembre 1941. In Austria, il film venne distribuito con il titolo Was eine Frau im Frühling träumt.
La Casino Film Exchange lo distribuì negli Stati Uniti in versione originale senza sottotitoli.